# Maria Elisabeth Epstein
Maria Elisabeth Epstein, genannt „Else Epstein“ (* 22. Dezember 1881 in Frankfurt am Main; † 13. Dezember 1948) war eine deutsche Politikerin (DDP, CDU) und Abgeordnete des Beratenden Landesausschusses.

## Ausbildung und Familie
Else Epstein, geborene Beling wurde als Tochter des Reichsbankdirektors Johann Heinrich Beling und dessen Frau Maria Elisabeth Beling geborene Rhumbler geboren. 1886 zog die Familie nach Straßburg um, wo der Vater Leiter der Reichsbankhauptstelle Straßburg wurde. 1894 kehrte die Familie nach Frankfurt zurück, nachdem der Vater dort Leiter der Reichsbankhauptstelle wurde. Im gleichen Jahr wurde auch ihr Bruder Bernhard Beling geboren.
Ab 1897 besuchte Belling die Höhere Mädchenschule in Frankfurt. Danach besuchte sie einen Lehrgang für Haushaltslehrerinnen und studierte 2 Jahre VWL an der Frankfurter Akademie für Sozial- und Handelswissenschaften. Sie legte keinen Abschluss ab, da sie kein Abitur hatte. 1911 heiratete sie Wilhelm Epstein, einen jüdischen Chemiker.

## Volksbildungsarbeit
Else Epstein war 1906 bis 1930 in der Frankfurter Volksbildungsarbeit aktiv. Vor dem Ersten Weltkrieg beim Rhein-Mainischen Verband für Volksbildung und später als Geschäftsführerin des Frankfurter Bundes für Volksbildung. 1930 bis 1933 war sie Mitglied des Arbeits- und des zentralen Lenkungsausschusses des Bundes für Volksbildung, des Vorläufers der heutigen Volkshochschule Frankfurt am Main.
Zwischen 1919 und 1933 war sie Mitglied der DDP und in den 1920er Jahren Stadtverordnete in Frankfurt am Main.
Mit der Machtergreifung der Nationalsozialisten musste sie ihre Arbeit beenden. 1941, nach dem Tod ihres Ehemannes, wurde sie nach Denunziation zunächst in Polizeigewahrsam genommen und dann 1942 bis 1943 im Frauen-KZ Ravensbrück interniert.
Nach dem Zweiten Weltkrieg gehörte sie 1945 zu den Gründungsmitgliedern der CDU in Frankfurt am Main.
Vom 26. Februar 1946 bis zum 14. Juli 1946 war sie Mitglied des Beratenden Landesausschusses, eines Vorläufers des Hessischen Landtags. Seit den ersten freien Kommunalwahlen 1946 war sie bis 1948 wieder Stadtverordnete in Frankfurt. Im Römer war sie Vorsitzende des Ausschusses für Wissenschaft und Kunst. Von März 1946 bis zum Tode war sie wieder Leiterin des wiederzugelassenen Frankfurter Bundes für Volksbildung.

## Ehrungen/Benennungen

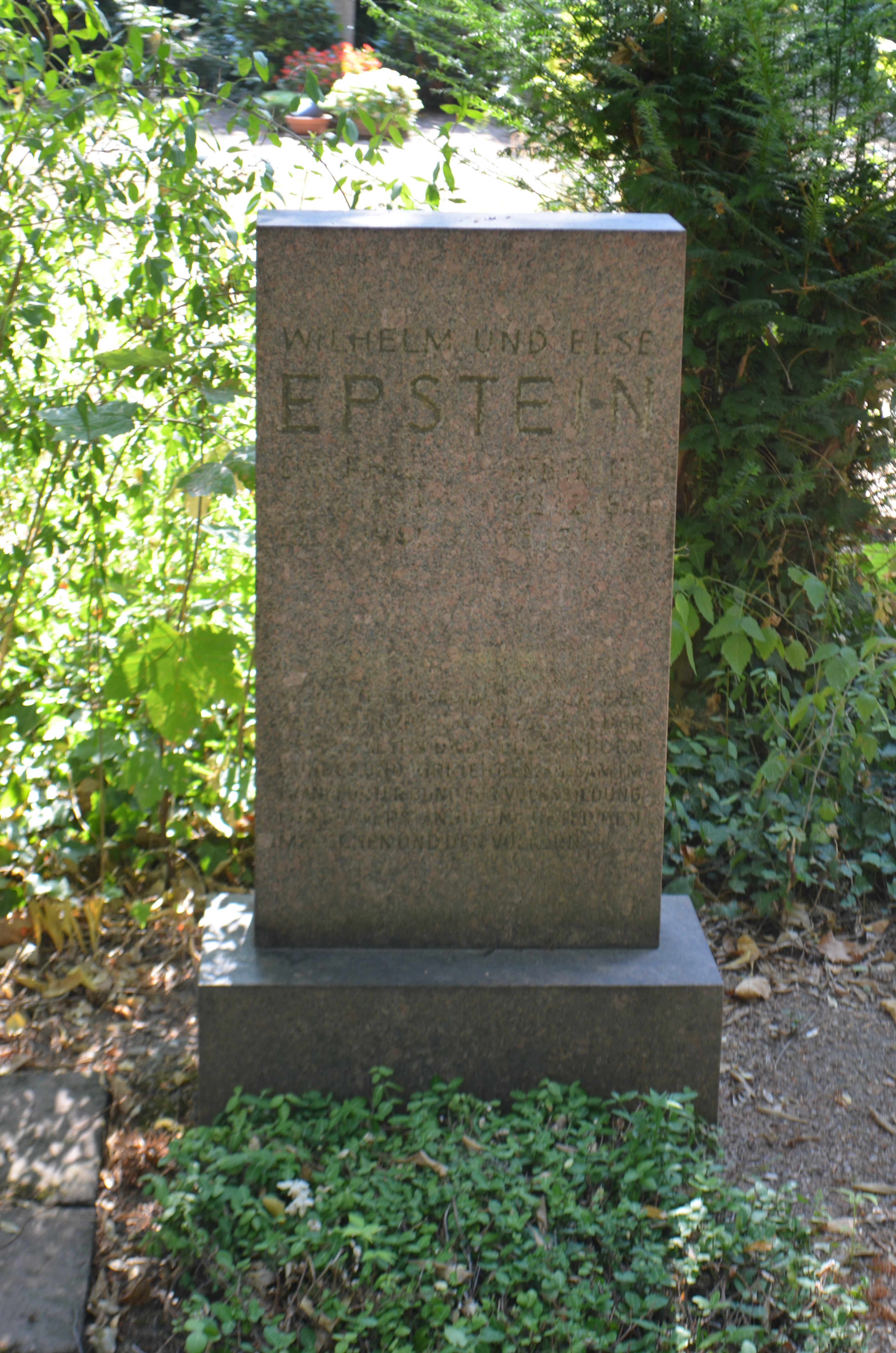
Ehrengrab auf dem Hauptfriedhof

In Frankfurt-Nordend West eine Straße in „Else-Epstein-Weg“ benannt. Ihr Grab auf dem Hauptfriedhof in Frankfurt am Main ist ein Ehrengrab.